# Pseudocephalelus bleusei
Pseudocephalelus bleusei är en insektsart som beskrevs av Puton 1898. Pseudocephalelus bleusei ingår i släktet Pseudocephalelus och familjen dvärgstritar. Inga underarter finns listade i Catalogue of Life.